# Kinarowie
Kinarowie – kategoria niebiańskich istot (dewa) z mitów hinduistycznych, postrzegana jako ludzie z głowami koni, lub konie z ludzkimi głowami. Ich zasługą jest umilanie czasu wyższym bogom (dewa) poprzez taniec, śpiew i muzykowanie w ich niebiańskich siedzibach (loka).